# Кашу, Илиан Григорьевич
Илиан Григорьевич Кашу (род. 6 февраля 1972, Садаклия, Бессарабский район, Молдавская ССР, СССР) — молдавский политик, политолог, вице-председатель политической партии «Наша Партия».

## Биография

### Образование
- 1989—1994 — Бельцкий государственный университет им. Алеку Руссо, факультет иностранных языков (английский и французский);
- 1996—1998 — Миссисипский университет в городе Оксфорд (магистратура в области политических наук);
- 1998—2003 — Сиракьюсский университет в городе Сиракьюс, штат Нью-Йорк (докторантура в области политологии без защиты диссертации)

### Профессиональная деятельность
- 1993–1994 — преподаватель английского языка в Бельцкой школе № 16;
- 1994–1996 — координатор проектов, Юридическая инициатива по Центральной и Восточной Европе, Американская ассоциация юристов, мун. Кишинёва;
- 1997 — заместитель директора, Washington Workshops Foundation, Washington, D.C. (США);
- 1998–2003 — преподаватель политологии в Сиракьюсском университете в Нью-Йорке (США);
- 2001–2004 — стипендиат в Open Society Institute (гор. Будапешт, Венгрия);
- 2004–2007 — политический аналитик-фрилансер радиостанций «Свободная Европа», «Голос Америки» и BBC;
- 2007–2014 — политический консультант посольства Турецкой Республики в Кишинёве.

### Политическая деятельность
На парламентских выборах 2014 года баллотировался по списку партии «Patria», однако Центральная избирательная комиссия Молдовы аннулировала регистрацию партии по решению суда.
8 февраля 2015 года в рамках повторного IV-го съезда Народно-республиканской партии был избран вице-председателем партии.
22 апреля 2015 года был выдвинут кандидатом Нашей партии на должность генерального примара мун. Кишинёва, а также кандидатом Нашей партии на должность муниципального советника мун. Кишинёва, возглавляя список кандидатов Нашей партии в муниципальный совет Кишинёва. 14 июня 2015 года в качестве кандидата на должность генерального примара получила 14,424 голосов и 4,87 % и не вышел во второй тур. По решению суда от 13 июля 2015 получил мандат муниципального советника мун. Кишинёва. На протяжении мандата муниципального советника являлся председателем фракции Нашей партии в муниципальном совете Кишинёва.
Женат, двое детей.